# Henovník bílý
Henovník bílý (Lawsonia inermis), česky též henna bílá, je 2 až 6 metrů vysoká kvetoucí rostlina z čeledi kyprejovité (Lythraceae), pocházející z tropických a subtropických oblastí Afriky, jižní Asie a severní Oceánie. Je to jediný druh rodu henovník.

## Rozšíření
Roste v tropických savanách, nejčastěji v zeměpisné šířce mezi 15° a 25° severní šířky od Afriky k západnímu Tichomoří, kde produkuje také nejvyšší obsah barviva při teplotách mezi 35 °C a 45 °C. Kritická teplota pro tuto rostlinu je 5 °C, ve které nevydrží delší období a tedy hyne. Barvivo je soustředěno především v listech nejvíce pak v řapících.
Henna je komerčně pěstována v západní Indii, Pákistánu, Maroku, Jemenu, Íránu, Afghánistánu, Somálsku, Súdánu a Libyi.

## Použití a pěstování
Již po tisíciletí se pěstuje pro své hladké podlouhlé listy, z nichž se po usušení a nadrcení získává prášek zelené či hnědočervené barvy. V něm je obsaženo velké množství zejména červených pigmentů, které se dobře vážou s proteiny. Proto se henna používá zejména na barvení vlasů, nehtů, kůže, hedvábí a vlny. Šťáva z květů se používá jako přísada do kosmetických přípravků.
Henna se také využívá pro své léčebné vlastnosti. Regeneruje a zpevňuje vlasy, pomáhá při problémech s lupy a je velice vhodná i při alergiích kůže, mykózách či ekzémech. Je přirozeně antibakteriální a antiseptická. Již ve starověkém Egyptě sloužila k barvení paruk a k mumifikačním účelům, používala se též jako afrodiziakum či protijed.

## Druhy henny
- Červený henna pudr – zabarvuje kůži do červena. Je vhodný zejména jako svatební tetování, nebo pro tanečnice kathaku. Vhodný je spíše pro světlou pleť.
- Hnědý henna pudr – užívá se k aplikaci henny na ruce, nohy, tělo i moderní tetování.
- Černý henna pudr – směs prášku z henny a chemikálií. Je v něm mnoho syntetických přísad proto, aby barvil černě. U některých lidí vyvolává silné alergické reakce[3].
- Rostlinný henna pudr – nejčastěji se používá k barvení vlasů. Je to směs prášku z henny a bylinek. Je ideální pro regeneraci vlasů.
- Neutrální henna pudr – vyrábí se z různých druhů lístečků henny. Používá se jako symbol na náhrobní kameny jako požehnání.
- Henna pasta – prodává se v hliníkových tubách s plastikovým hrotem přímo k aplikaci. Je nutné dbát na datum spotřeby.